# Syntrophomonas wolfei
Syntrophomonas wolfei è una specie di batterio appartenente alla famiglia delle Syntrophomonadaceae.